# Siemion Dienszczikow
Siemion Andriejewicz Dienszczikow (ros. Семён Андреевич Денщиков; ur. 10 kwietnia 1993) – rosyjski narciarz dowolny, specjalizujący się w skicrossie. W 2012 roku wystartował na mistrzostwach świata juniorów w Chiesa in Valmalenco, zajmując 28. miejsce. Jeszcze dwukrotnie startował w imprezach tego cyklu, najlepszy wynik osiągając podczas rozgrywanych w 2013 roku mistrzostw świata juniorów w Chiesa in Valmalenco, gdzie był ósmy. W 2015 roku wziął udział w mistrzostwach świata w Kreischbergu, kończąc rywalizację na 47. pozycji. W zawodach Pucharu Świata zadebiutował 6 grudnia 2014 w Nakiska, zajmując 43. miejsce. Pierwsze pucharowe punkty zdobył 12 grudnia 2015 roku w Val Thorens, gdzie zajął 29. miejsce. Na podium zawodów PŚ po raz pierwszy stanął 26 marca 2016 roku w Arosie, gdzie zwyciężył w skicrossie. W zawodach tych wyprzedził Szweda Victora Öhlinga Norberga i Christophera Del Bosco z Kanady.

## Osiągnięcia

### Mistrzostwa świata
| Miejsce | Dzień    | Rok  | Miejscowość | Konkurencja | Zwycięzca             |
| ------- | -------- | ---- | ----------- | ----------- | --------------------- |
| 47.     | 10 marca | 2013 | Voss        | Skicross    | Jean Frédéric Chapuis |

### Puchar Świata

#### Miejsca w klasyfikacji generalnej
- sezon 2015/2016: 91.
- sezon 2016/2017:

#### Miejsca na podium w zawodach
1. Arosa – 4 marca 2016 (skicross) – 1. miejsce